# Ърли (окръг, Джорджия)
Окръг Ърли (на английски: Early County) е окръг в щата Джорджия, Съединени американски щати. Площта му е 1336 km², а населението - 12 056 души. Административен център е град Блейкли.